# Tōru Hasegawa
Tōru Hasegawa (jap. 長谷川 徹, Hasegawa Tōru; * 11. Dezember 1988 in Seto, Präfektur Aichi) ist ein japanischer Fußballspieler.

## Karriere
Tōru Hasegawa erlernte das Fußballspielen in der Jugendmannschaft von Nagoya Grampus. Hier unterschrieb er 2007 auch seinen ersten Vertrag. Der Verein aus Nagoya, einer Hafenstadt in der Präfektur Aichi auf Honshū, spielte in der höchsten Liga des Landes, der J1 League. 2009 stand er mit dem Verein im Endspiel des Emperor’s Cup. Das Finale verlor man mit 4:1 gegen Gamba Osaka. 2010 wurde er mit dem Verein japanischer Fußballmeister. 2011 wurde er an den Zweitligisten Tokushima Vortis nach Tokushima ausgeliehen. Nach der Ausleihe wurde er Anfang 2012 von Tokushima fest verpflichtet. 2013 belegte er mit dem Klub den dritten Tabellenplatz der J2 League und stieg in die erste Liga auf. Nach nur einem Jahr musste der Klub Ende 2014 wieder in die zweite Liga absteigen. Mit Vortis feierte er 2020 die Zweitligameisterschaft und den Aufstieg in die erste Liga. Nach nur einer Saison musste er mit Vortis als Tabellensiebzehnter wieder in die zweite Liga absteigen.

## Erfolge
Nagoya Grampus
- Japanischer Pokalfinalist: 2009
- Japanischer Meister: 2010

Tokushima Vortis
- Japanischer Zweitligameister: 2020  ▲